# Museo etnografico dell'Alta Brianza
Il Museo etnografico dell'Alta Brianza (MEAB) è un museo etnografico con sede a Galbiate, in Provincia di Lecco.

## Descrizione

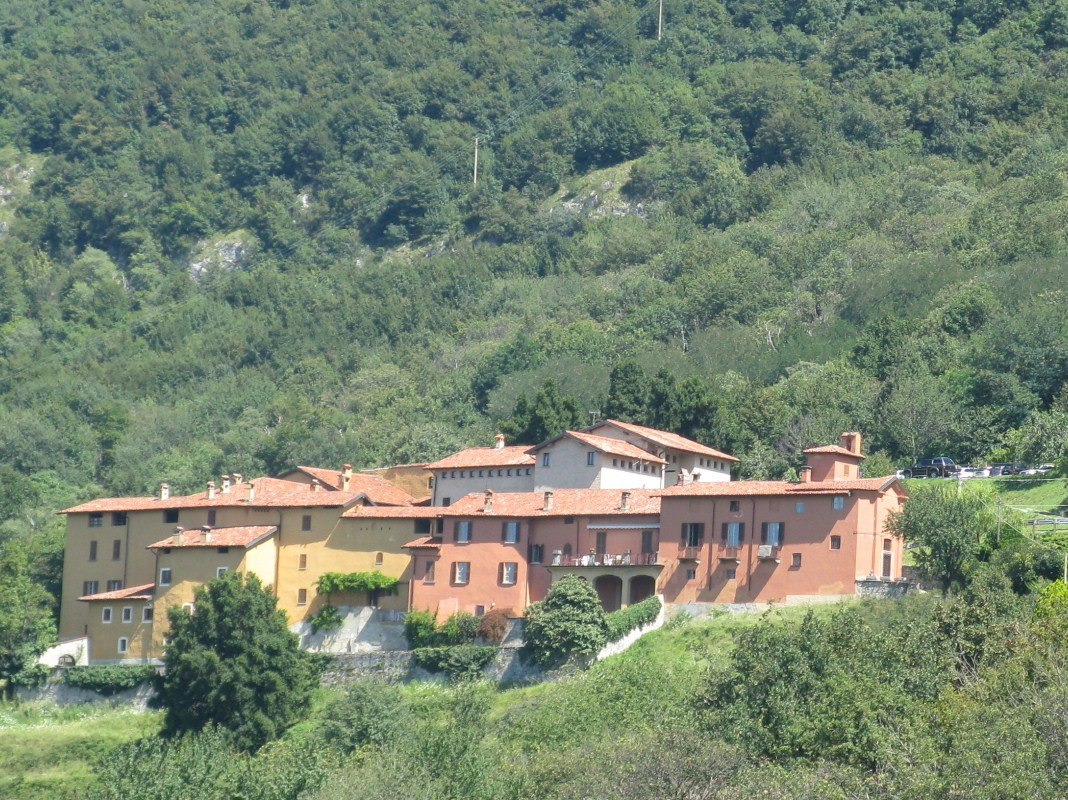
La frazione di Camporeso

Il museo è dedicato alla vita quotidiana e alle culture passate e presenti delle donne e degli uomini che sono vissuti e che vivono nel territorio della Brianza collinare e del Lecchese. Si configura come luogo di raccolta, conservazione, ricerca scientifica, documentazione e partecipazione sociale.

### Nascita e sede
Il museo è di proprietà dal Parco Monte Barro, che ha contribuito alla sua nascita: la fase progettuale si è avviata nel 1991 per iniziativa dell'allora presidente del Parco Giuseppe Panzeri, portando all'apertura nel 2003.
La sede si trova in località Camporeso, in un complesso precedentemente abitato da famiglie di contadini, che, divenuti operai nel corso del Novecento, hanno abbandonato le loro abitazioni nell'edificio ora musealizzato. La scelta della sede racchiude l'idea alla base del museo: studiare e documentare la cultura della popolazione rurale che ha caratterizzato la Brianza collinare. Il museo ha inoltre una sede distaccata presso il Roccolo di Costa Perla, dove il Parco Monte Barro gestisce una stazione ornitologica.

### Allestimento
Le diverse sale collocate in località Camporeso, uno spazio espositivo di circa 600 metri quadri, sono allestite per presentare oggetti che raccontano e testimoniano aspetti chiave della vita quotidiana della popolazione rurale del territorio: l'allevamento del baco da seta, il lavoro agricolo, l'alimentazione e la cucina, i trasporti rurali e l'organizzazione della stalla e della cantina e l'utilizzo del flauto di Pan (firlinfö), divenuto nel Novecento lo strumento musicale simbolo del folclore locale. La sala intitolata all'etnomusicologo Roberto Leydi è dedicata ai beni immateriali (racconti, canti, saperi, feste, tecniche produttive). Nella sede presso il Roccolo di Costa Perla è allestita una sala dedicata alla caccia e all'uccellagione.
Oltre all'esposizione permanente, un piano della sede di Camporeso è dedicato a periodiche mostre temporanee, incentrate su gruppi sociali e su diversi fenomeni collettivi, di ieri e di oggi: dalla costruzione dei muri a secco alla pesca professionale, dal matrimonio nel passato e nella contemporaneità al gioco nelle sue varie espressioni, dal ciclismo come esperienza ludica e come professione al ruolo degli oggetti religiosi nella vita quotidiana e nelle pratiche devozionali, dalle credenze e le pratiche legate alla nascita al ruolo di mestieri fondamentali nel passato come il maniscalco o il bottaio.

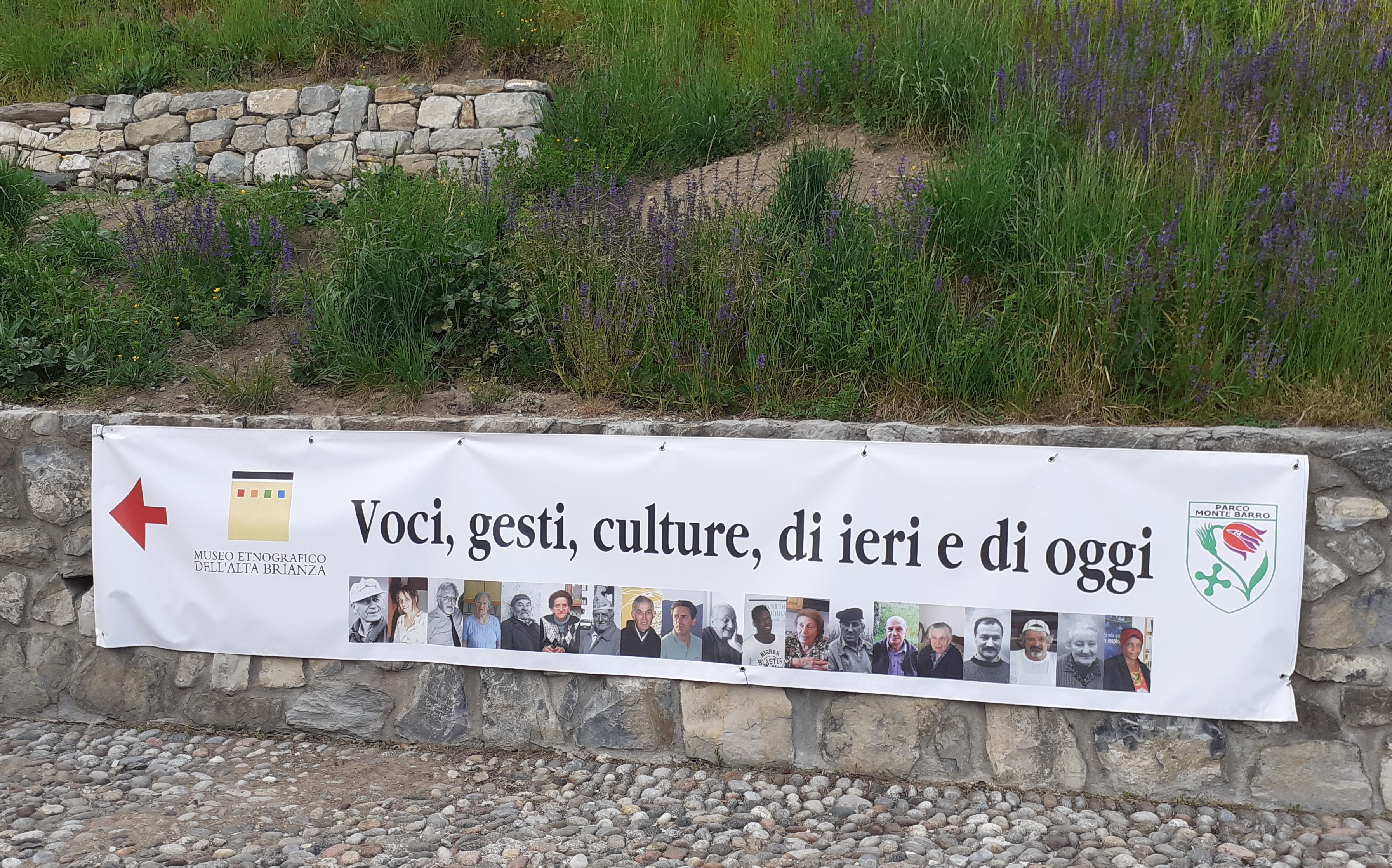
Ingresso del Museo

### Attività di ricerca e divulgazione
Il MEAB svolge anche attività di ricerca, utilizzando il metodo d'indagine dell'antropologia: il ricercatore incontra il portatore di una cultura differente dalla sua, lo intervista e lo osserva nelle sue attività quotidiane. Il frutto delle ricerche si concretizza nelle pubblicazioni della collana Quaderni di etnografia, nella produzione di documentari audiovisivi (ricevendo anche riconoscimenti come il Premio Nigra e il Premio Pitré), nell'organizzazione di conferenze (come la rassegna annuale Voci, gesti, culture) e di mostre temporanee.
Il Museo Etnografico dell'Alta Brianza è inoltre membro fondatore della Rete dei Musei e dei Beni Etnografici Lombardi (REBÈL), nata con lo scopo di coordinare l'attività dei musei etnografici lombardi.